# Olympische Winterspiele 1952/Teilnehmer (Dänemark)
| Gelbes Symbol für Goldmedaillen mit stilisierten Olympischen Ringen | Graues Symbol für Silbermedaillen mit stilisierten Olympischen Ringen | Braundes Symbol für Bronzemedaillen mit stilisierten Olympischen Ringen |
| ------------------------------------------------------------------- | --------------------------------------------------------------------- | ----------------------------------------------------------------------- |
| —                                                                   | —                                                                     | —                                                                       |

Dänemark nahm an den Olympischen Winterspielen 1952 in der norwegischen Hauptstadt Oslo mit einem männlichen Athleten teil.
Nach 1948 war es die zweite Teilnahme Dänemarks bei Olympischen Winterspielen.

## Teilnehmer nach Sportarten

### Eiskunstlauf
Männer
- Per Cock-Clausen
Einzel: 14. Platz